# Ștefan Iovan
Ștefan Iovan (Moțăței, 23 agosto 1960) è un ex calciatore rumeno, di ruolo difensore.

## Palmarès

### Club

#### Competizioni nazionali
- Campionato rumeno: 6

Steaua Bucarest: 1984-1985, 1985-1986, 1986-1987, 1987-1988, 1988-1989, 1992-1993
- Coppa di Romania: 4

Steaua Bucarest: 1984-1985, 1986-1987, 1987-1988, 1988-1989

#### Competizioni internazionali
- Coppa dei Campioni: 1

Steaua Bucarest: 1985-1986
- Supercoppa UEFA: 1

Steaua Bucarest: 1986